# رفيق دغيش
رفيق دغيش (ولد في 1 أكتوبر 1983 في زرالدة) هو لاعب كرة قدم جزائري . يلعب حاليًا كمهاجم لاتحاد الجزائر في الرابطة الجزائرية المحترفة الأولى .
شقيق رفيق، مصباح دغيش، هو أيضا لاعب كرة قدم ويلعب مع شبيبة بجاية .
في يناير 2011،أمضى اللاعب لصالح نصر حسين داي لمدة 18 شهر، 

## مشوار
- 1993-1997 CA Kouba (للناشئين)
- 1997-2002 اتحاد الجزائر (للناشئين)
- 2002-2005 اتحاد العاصمة الجزائر
- 2005-2008 شبيبة بجاية
- 2008-2008 وداد تلمسان
- 2008 قبل. اتحاد الجزائر

## روابط خارجية
- رفيق دغيش على موقع قاعدة بيانات كرة القدم.إي يو (الإنجليزية)